# Campionati mondiali di canoa/kayak 1970
Gli ottavi Campionati mondiali di canoa/kayak si sono svolti a Copenaghen (Danimarca) nel 1970.

## Medagliere
| Pos. | Paese            | Oro | Argento | Bronzo | Totale |
| ---- | ---------------- | --- | ------- | ------ | ------ |
| 1    | Unione Sovietica | 8   | 1       | 1      | 10     |
| 2    | Ungheria         | 2   | 2       | 3      | 7      |
| 3    | Romania          | 1   | 3       | 1      | 5      |
| 4    | Svezia           | 1   | 2       | 1      | 4      |
| 5    | Austria          | 1   | 0       | 1      | 2      |
| 5    | Germania Ovest   | 1   | 0       | 1      | 2      |
| 7    | Norvegia         | 1   | 0       | 0      | 1      |
| 8    | Germania Est     | 0   | 3       | 3      | 6      |
| 9    | Polonia          | 0   | 2       | 1      | 3      |
| 10   | Paesi Bassi      | 0   | 1       | 0      | 1      |
| 10   | Danimarca        | 0   | 1       | 0      | 1      |
| 12   | Cecoslovacchia   | 0   | 0       | 1      | 1      |
| 12   | Bulgaria         | 0   | 0       | 1      | 1      |
| 12   | Belgio           | 0   | 0       | 1      | 1      |

## Medaglie Canoa

### C1 1000m
| Posizione | Atleta         | Paese          | Tempo |
| --------- | -------------- | -------------- | ----- |
|           | Tibor Tatai    | Ungheria       |       |
|           | Jerzy Opara    | Polonia        |       |
|           | Jiri Ctvrtecka | Cecoslovacchia |       |

### C1 10000m
| Posizione | Atleta             | Paese            | Tempo |
| --------- | ------------------ | ---------------- | ----- |
|           | Tamás Wichmann     | Ungheria         |       |
|           | Afanasie Butelchin | Romania          |       |
|           | Nikolai Fedulov    | Unione Sovietica |       |

### C2 1000m
| Posizione | Atleta                           | Paese    | Tempo |
| --------- | -------------------------------- | -------- | ----- |
|           | Ivan Patzaichin Serghei Covaliov | Romania  |       |
|           | Tamás Wichmann Gyula Petrikovics | Ungheria |       |
|           | Boris Lubenov Sachko Iliev       | Bulgaria |       |

## Medaglie Kayak

### K1 500m
| Posizione | Atleta               | Paese            | Tempo |
| --------- | -------------------- | ---------------- | ----- |
|           | Anatoli Tischenko    | Unione Sovietica |       |
|           | Grzegorz Sledziewski | Polonia          |       |
|           | Jean-Pierre Burny    | Belgio           |       |

| Posizione | Atleta                      | Paese            | Tempo |
| --------- | --------------------------- | ---------------- | ----- |
|           | Lyudmila Khvedosyuk-Pinaeva | Unione Sovietica |       |
|           | Mieke Jaapies               | Paesi Bassi      |       |
|           | Petra Setzkorn              | Germania Est     |       |

### K1 4x500m
| Posizione | Atleta                                                           | Paese            | Tempo |
| --------- | ---------------------------------------------------------------- | ---------------- | ----- |
|           | Nikolai Hohol Anatoli Kobrisev Anatoli Tischenko Anatoli Sedasov | Unione Sovietica |       |
|           | Ion Jacob Mihai Zafiu Eugen Botez Aurel Vernesco                 | Romania          |       |
|           | Géza Csapó Istvan Csizmadia Mihály Hesz Jozsef Svidro            | Ungheria         |       |

### K1 1000m
| Posizione | Atleta               | Paese            | Tempo |
| --------- | -------------------- | ---------------- | ----- |
|           | Oleksandr Šaparenko  | Unione Sovietica |       |
|           | Ralf Andersson       | Svezia           |       |
|           | Grzegorz Sledziewski | Polonia          |       |

### K1 10000m
| Posizione | Atleta       | Paese            | Tempo |
| --------- | ------------ | ---------------- | ----- |
|           | Victor Carev | Unione Sovietica |       |
|           | Erik Hansen  | Danimarca        |       |
|           | Peter Volgyi | Ungheria         |       |

### K2 500m
| Posizione | Atleta                          | Paese   | Tempo |
| --------- | ------------------------------- | ------- | ----- |
|           | Lars Andersson Rolf Peterson    | Svezia  |       |
|           | Aurel Vernescu Atanase Sciotnic | Romania |       |
|           | Günther Pfaff Gerhard Seibold   | Austria |       |

| Posizione | Atleta                                 | Paese            | Tempo |
| --------- | -------------------------------------- | ---------------- | ----- |
|           | Renate Breuer-Dukat Roswitha Esser     | Germania Ovest   |       |
|           | Lyudmilla Bezrukova Tamara Simyanskaya | Unione Sovietica |       |
|           | Petra Setzkorn Petra Grabowsky         | Germania Est     |       |

### K2 1000m
| Posizione | Atleta                        | Paese        | Tempo |
| --------- | ----------------------------- | ------------ | ----- |
|           | Günther Pfaff Gerhard Seibold | Austria      |       |
|           | Lars Andersson Rolf Peterson  | Svezia       |       |
|           | Peter Ebeling Joachim Mattern | Germania Est |       |

### K2 10000m
| Posizione | Atleta                                   | Paese            | Tempo |
| --------- | ---------------------------------------- | ---------------- | ----- |
|           | Konstantin Kosthenko Viatcheslav Kononov | Unione Sovietica |       |
|           | Imre Szöllösi Vilmos Nagy                | Ungheria         |       |
|           | Costel Cosnita Vasile Simiocenko         | Romania          |       |

### K4 500m
| Posizione | Atleta                                                             | Paese            | Tempo |
| --------- | ------------------------------------------------------------------ | ---------------- | ----- |
|           | Lyudmilla Bezrukova Tamara Simyaskaya Natalyia Boiko Ninely Vakula | Unione Sovietica |       |
|           | Petra Setzkorn Petra Grabowsky Ingeborg Loesch Anita Kobuss        | Germania Est     |       |
|           | Roswitha Esser Irene Pepinghege Roswitha Spohr Monuka Bergmann     | Germania Ovest   |       |

### K4 1000m
| Posizione | Atleta                                                       | Paese            | Tempo |
| --------- | ------------------------------------------------------------ | ---------------- | ----- |
|           | Yuri Filatov Yuri Stechenko Anatoli Kobrisev Valeri Didenko  | Unione Sovietica |       |
|           | Klaus-Uwe Will Eduard Augustin Peter Ebeling Joachim Mattern | Germania Est     |       |
|           | István Szabó Peter Varhely Csaba Giczi István Timár          | Ungheria         |       |

### K4 10000m
| Posizione | Atleta                                                        | Paese        | Tempo |
| --------- | ------------------------------------------------------------- | ------------ | ----- |
|           | Egil Söby Steinar Amundsen Tore Berger Jan Johansen           | Norvegia     |       |
|           | Joachim Mattern Rainer Hannes Jochen Schneider Erich Chemnitz | Germania Est |       |
|           | Kurt Lycjner Willy Tesch Ake Sandin Hans Nilsson              | Svezia       |       |